# Distrikt Eschwege
Der Distrikt Eschwege war eine Verwaltungseinheit innerhalb des Departements der Werra im napoleonischen Königreich Westphalen und bestand von 1807 bis 1814. Verwaltungssitz des Distriktes war die Stadt Eschwege. Der Distrikt bestand aus 18 Kantonen mit insgesamt 158 Gemeinden (bestehend aus 7 Städten, 3 Marktflecken, 173 Dörfern, 27 Weilern sowie 55 Einzelhöfen) mit einer Fläche von 30,89 Quadratmeilen. Die Einwohnerzahl des Distrikts betrug 84.784, die in 13.563 Haushalten lebten.

## Lage
Der Distrikt Eschwege wurde im Norden durch die Grenzen des ehemaligen hannoverischen Amtes Münden begrenzt, das in westphälischer Zeit zum Distrikt Kassel gehörte. Im Osten waren es die Werra und das Herzogtum Sachsen-Eisenach. Im Süden grenzte das Arrondissement an das Herzogtum Sachsen-Eisenach und den Distrikt Hersfeld. Im Westen wurde das Arrondissement durch das Amt Rotenburg und die Fulda begrenzt.

## Kantone im Distrikt Eschwege
| Einwohner | Fläche in Quadratmeilen | Kanton            | Zugehörige Ortschaften |
| --------- | ----------------------- | ----------------- | --- |
| 84.784    | 30,89                   | Distrikt Eschwege | |
| 4.392     | 0,11                    | Eschwege          | Stadt Eschwege |
| 5.200     | 2,19                    | Aue               | Aue, Oberhone, Niederhone, Eltmannshausen, Niddawitzhausen, Völkershausen, Teufelsthal, Groß-Burschla, Weißenborn, Rambach, Nieder-Dünzebach, Ober-Dünzebach, Schnellmannshausen |
| 6.621     | 3,07                    | Bischhausen       | Bischhausen, Waldcappel, Germerode, Schwalbenthal, Rodebach, Harmuthsachsen, Küchen, Hasselbach, Hetzerode, Wolstein, Meckelsdorf, Friemen, Burghofen, Schemmern, Stolzhausen, Stolzingen, Gehau, Eltmannsee, Heyerode, Diemerode, Thurnhosbach, Stadthosbach, Kirchhosbach, Rechtebach, Wipperode, Alberode, Bernsdorf, Elberode, Mönchehof |
| 4.027     | 1,92                    | Reichensachsen    | Reichensachsen, Vogelsburg, Hoheneiche, Oetmannshausen, Wichmannshausen, Datterpfeife, Röhrda, Lautenbach, Harmuthshausen, Datterode, Langenhain, Grandenborn |
| 4.162     | 1,98                    | Netra             | Netra, Rittmannshausen, Renda, Altefeld, Lüderbach, Leistefeld, Holzhausen, Rittersberg (Hof), Hohenhaus (Hof), Breitzbach, Berlitzgrube, Unhausen, Hasengarten (Hof), Nesselröden, Markershausen, Archfeld, Willershausen, Frauenborn, Herleshausen, Hahnhof (Hof), Ziegelhof (Hof), Wommen                                                 |
| 5.400     | 1,85                    | Sontra            | Stadt Sontra, Metzlar, Welle (Hof), Hübenthal, Mitterode, Urlettig (Hof), Wellingerode, Berneburg, Hornel, Rockensüß, Cornberg, Menglers (Hof), Königswald, Weißenhasel, Dens, Mönchhosbach, Lindenau, Breitau, Ulfen, Erdmannshain (Hof), Krauthausen, Weißenborn, Wölfterode, Hoppach (Hof)                                                |
| 6.429     | 3,03                    | Nentershausen     | Nentershausen, Burg Tannenberg, Süß, Blankenbach, Bosserode mit Libenz (Hof), Raßdorf, Machtlos, Solz mit Boxerode (Hof), Bauhaus mit Gunkelrode (Hof) und Bellers (Hof), Iba, Friedrichshütte, Ronshausen mit Faßdorf (Höfe), Hönebach, Burg Wildeck, Obersuhl mit Schildhof (Hof), Richelsdorf                                             |
| 6.884     | 2,95                    | Spangenberg       | Stadt Spangenberg, Günsterode, Schnellrode, Elbersdorf, Kaltenbach, Mörshausen, Heina, Eubach, Altmorschen, Haydau, Bergheim, Heinebach, Metzebach, Landefeld, Nausis, Herlefeld, Pfieffe, Bischofferode, Vockerode, Dinkelberg, Weidelbach                                                                                                  |
| 4.879     | 1,97                    | Kanton Lichtenau  | Stadt Lichtenau, Friedrichsbrück, Fürstenhagen, Rommerode, Laudenbach, Velmeden, Hausen, Steinbach, Steinholz, Walburg, Hambach, Retterode, Braunsrode, Walbach, Viehhaus, Hopfelde, Glimmerode, Hollstein, Reichenbach, Wickersrode |
| 4.060     | 1,47                    | Sooden            | Sooden, Weiden, Ahrensberg, Ellershausen, Hilgershausen, Vollungen, Dudenrode, Kammerbach, Orferode, Hitzerode, Trubenhausen, Weißenbach, Uengsterode |
| 4.178     | 1,04                    | Abterode          | Abterode, Wellingerode, Weidenhausen, Vockerode, Frankenhain, Frankershausen, Schafhof, Wölfterode, Albungen |
| 6.763     | 2,44                    | Witzenhausen      | Witzenhausen, Blickershausen, Schloss Berlepsch, Hübenthal, Ziegenhagen, Ziegenberg, Ermschwerd, Stiedenrode, Hubenrode, Kleinalmerode, Ellingerode, Wendershausen, Dohrenbach, Fahrenbach, Roßbach, Försterhaus, Rückerode, Hundelshausen, Oberrieden, Ludwigstein                                                                          |
| 5.381     | 0,69                    | Schmalkalden      | Stadt Schmalkalden mit Hedwigshof, Stillerthormeierei und Röthhof, Aue, Haindorf, Mittelschmalkalden, Breitenbach, Grumbach, Volkers |
| 3.008     | 0,99                    | Herrenbreitungen  | Herrenbreitungen mit Guckelshof oder Wolfsberg, Barchfeld, Wahles, Trusen, Herges-Vogtei, Elmenthal, Laudenbach |
| 2.646     | 0,91                    | Seligenthal       | Seligenthal, Atzerode, Fambach mit Burg Todenwarth, Kirrhof und Dippach, Heßles mit dem Nüßleshof, Reichenbach, Weidebrunn, Aue-Wallenburg mit Wallenburgshof |
| 3.124     | 1,1                     | Floh              | Floh, Schnellbach, Nesselhof, Struth, Helmershof, Asbach, Näherstille, Mittelstille |
| 3.028     | 1,16                    | Brotterode        | Brotterode, Kleinschmalkalden (hess. Anteil), Hohleborn |
| 4.602     | 1,72                    | Hallenberg        | Steinbach-Hallenberg, Rotterode, Oberschönau, Unterschönau, Bermbach, Herges-Hallenberg, Springstille, Altersbach |